# Agnès Spycket
Agnès Spycket, née à Paris le 1er septembre 1921 et morte dans la même ville le 17 janvier 2022, est une assyriologue, iconologue et archéologue française.

## Biographie
Agnès Spycket naît le 1er septembre 1921 à Paris. Après avoir vu les taureaux assyriens au musée du Louvre à l'âge de 19 ans, qui l'auraient « subjuguée », elle entreprend des études à l'Institut catholique de Paris, puis à l'EPHE et à l'École du Louvre, où elle apprend l'hébreu, l'akkadien et le sumérien. Elle présente sa thèse, La coiffure féminine en Mésopotamie sous la direction de Georges Contenau et André Parrot en 1946 puis entreprend un mémoire à l'EPHE intitulé La statue de culte en Mésopotamie, mais elle ne le présente finalement que vingt ans plus tard grâce à l'aide de Roland de Vaux, après de nombreux obstacles dans sa carrière universitaire dus au fait qu'elle soit une femme,.
Parallèlement, elle débute comme chargée de mission au sein du département des antiquités orientales du musée du Louvre, en 1945, et entre simultanément au CNRS en tant qu'associée technique d'Édouard Dhorme puis de René Labat. A cette époque, elle est aussi en lien avec une autre assyriologue, Jeanne-Marie Aynard, avec qui elle collabore.
Elle s'implique dans de nombreuses fouilles. En 1962-1963, elle entreprend des fouilles à Jérusalem avec Roland de Vaux, puis elle fouille Suse avec Roman Ghirshman en 1964-1966, Tell Keïsan avec Roland de Vaux dans les années 1970,. Elle s'implique aussi et organise des fouilles à Isin, Sirkeli, ou encore Terqa. Roman Ghirshman, après avoir fouillé avec elle, la décrit comme étant une personne particulièrement « sagace ».
Malgré les difficultés auxquelles elle est confrontée pendant sa carrière parce que c'est une femme, elle est soutenue par certains de ses amis et collègues, comme André Parrot. Entre autres, celui-ci demande à ce qu'elle reçoive l'Ordre des Arts et des Lettres en lui déclarant qu'il s'agit de :

« la consécration depuis longtemps attendue, et combien méritée, d’une activité débordante que vous avez menée inlassablement pendant des années au service de la science »

En 1982, elle reçoit la médaille d'argent du CNRS pour l'ensemble de ses travaux en assyriologie et en iconologie.
Elle meurt le 17 janvier 2022, puis est inhumée après une cérémonie à l'église de la Sainte-Trinité de Paris.

## Postérité
En 1996, un ouvrage commun lui rend hommage et la remercie de son apport à la connaissance du Proche-Orient ancien.

## Distinctions
- Médaille d'argent du CNRS (1982)
- Chevalier de l'ordre des Arts et des Lettres

## Publications

### Monographies
- Pierre France et Agnès Spycket, Les figurines de Suse: IVe-IIe millénaires av. J.-C, Gabalda, coll. « Ville royale de Suse », 1992 (ISBN 2-85021-053-6).

### Articles
- Agnès Spycket, « Une grande déesse élamite retrouve son visage », Syria, vol. 45, nos 1/2,‎ 1968, p. 67–73 (ISSN 0039-7946, lire en ligne, consulté le 3 mars 2024).
- Agnès Spycket, « Le Culte Du Dieu-Lune À Tell Keisan », Revue Biblique, vol. 80, no 3,‎ 1973, p. 384–395 (ISSN 0035-0907, lire en ligne, consulté le 3 mars 2024).
- Agnès Spycket, « “Louez-le sur la Harpe et la Lyre” », Anatolian Studies, vol. 33,‎ décembre 1983, p. 39–49 (ISSN 0066-1546, DOI 10.2307/3642689, lire en ligne, consulté le 3 mars 2024).